# Sigismondo Nardi
Sigismondo Nardi (Porto San Giorgio, 24 marzo 1866 – Porto San Giorgio, 24 dicembre 1924) è stato un pittore italiano.

## Biografia
Nato a Porto San Giorgio il 24 marzo 1866, dopo l'alunnato presso il restauratore e affreschista fermano Silvestro Brandimarte, si trasferì a Roma per iscriversi al Regio Istituto di Belle Arti, sotto la guida di Domenico Bruschi. A Roma fu allievo anche di Cesare Mariani come ricorda Antonio Mosca suo collaboratore in diverse imprese. Si spense nella sua città natale il 24 dicembre 1924.
"Fu una persona umile e generosa con tutti, che non cercò mai la fama, ma visse sempre un po' in disparte rispetto ai fermenti artistici della sua epoca."

## Produzione artistica
«Noto soprattutto per la pittura murale, ha una produzione artistica ampia, apprezzata per l'originalità del disegno, per l'equilibrata sintesi dei colori che insieme producono una efficacia espressiva, ben rappresentando i gusti e le tendenze di un'epoca che anche nelle Marche ha avuto molti artisti, affermatisi prevalentemente fuori regione, che peraltro hanno sempre mantenuto un legame con la terra di origine».
Dedito prevalentemente all'affresco, collaborò con Cesare Maccari alla decorazione della Basilica della Santa Casa di Loreto e con Cesare Mariani a quella del Duomo di Ascoli Piceno.
Dipinse la volta del teatro di Porto San Giorgio.
Con il pittore bolognese Antonio Mosca nel 1916 affrescò l'interno della chiesa parrocchiale di San Gregorio Magno in Magliano di Tenna.
Realizzò affreschi nelle chiese di San Gregorio a Fermo, di Santa Maria del Mare a Torre di Palme, a Castorano e a Offida.
Realizzò, tra il 1894 e il 1915, anche diversi lavori nel Trentino, come gli affreschi sulla volta della Basilica di Santa Maria Maggiore a Trento. Nel 1911 affrescò l'interno della chiesa di Santa Maria Assunta di Calavino.
Sempre nel Trentino, allora Tirolo austriaco, collaborò con il pittore bolognese Antonio Mosca alla decorazione ad affresco delle chiese di S. Orsola a Tuenno (1914) e della Natività di Maria di Borgo Valsugana (1903-1904 e 1923) come confermato dalla corrispondenza intercorsa tra i due pittori. Insieme decorarono anche la Scala Santa nel Monumento al Redentore di Montagnaga di Pinè nel 1904-1905.
Antonio Mosca nelle sue note autobiografiche relative all'anno 1923 lo ricorderà come "allievo del celebre affreschista Mariani: e già infermo di paralisi e pur sempre forte artista".